# Appelsinkanon
En appelsinkanon eller kartoffelkanon er et hjemmelavet skydevåben, der som regel er bygget af plasticrør og benytter en eksplosiv gas eller trykluft som drivmiddel. Som navnet siger, er appelsiner eller kartofler de foretrukne projektiler.
I Danmark kræves det tilladelse fra Politiet at fremstille, eje samt opbevare en appelsinkanon eller kartoffelkanon. Tilladelsen gives kun i særlige tilfælde.